# Phytomyptera cornuta
Phytomyptera cornuta là một loài ruồi trong họ Tachinidae.